# Кароль Дурський-Тшаска
Кароль Дурський-Тшаска (повне ім'я — Карл Ріттер Дурскі фон Тшаско; пол. Karol Durski-Trzaska, нім. Carl Ritter Durski von Trzasko; 6 вересня 1849, Спас — 15 серпня 1935, Вадовиці) — австро-угорський і польський офіцер, фельдмаршал-лейтенант австро-угорської армії, генерал броні польської армії.

## Біографія
Народився 6 вересня 1849 року у селі Спас (нині Самбірський район, Львівська область, Україна).
У 1864—1868 роках він був студентом Вищого військового реального училища у місті Мейріш-Вайсскірхені (нині Границі, Чехія). З 1 жовтня 1868 року — на службі в австро-угорські армії. У 1893 році його перевели в польовий артилерійський полк № 8 у Радгерсбурзі. У 1895 році переведений в польовий артилерійський полк № 32 у Львові, в 1899 року — № 28 у Перемишлі на посаду командира полку. З квітня 1904 року — командир полку корпусної артилерії № 11 у Львові. 9 листопада 1907 року призначений командиром 6-ї артилерійської бригади в Кошицях. 30 вересня 1908 року вийшов у відставку.
30 вересня 1908 року він вийшов у відставку у званні генерал-майора. 16 травня 1912 року його було призначено титулярним фельдмаршал-лейтенантом.
З початком Першої світової війни призваний на військову службу. З 23 вересня 1914 по грудень 1915 року був начальником польських легіонів в Австрії. 16 березня 1916 року знову відправлений у відставку.
Від березня 1919 року служив у Війську Польському. До 20 вересня 1920 року командував генеральним округом «Варшава». Дурський також був членом Військової ради. З 1 жовтня 1920 року — інспектор офіцерських установ. 21 грудня 1920 року призначений головою Генеральної перевірочної комісії. 1 квітня 1921 року вийшов на пенсію у званні генерала броні. 17 травня 1922 року його було нагороджено військовим орденом «Virtuti Militari» V ступеня. 26 жовтня 1923 року Президент Польщі Станіслав Войцеховський затвердив його в званні генерала броні.
Мешкав у Гневі та Вадовицях. Помер 15 серпня 1935 року в загальній лікарні у Вадовицях.

## Родина
Був одружений з Анною Едльбахер, мав двох дочок і двох синів, офіцерів Війська Польського. Син Антоній Дурський-Тшаска (1895—1982) був полковником Війська Польського, кавалером військового ордена «Virtuti Militari».

## Вшанування
У 1931 році в передміському селищі Голоско (нині частина міста Львова) одну з вулиць було названо на честь Кароля Дурського-Тшаски (нинішня вулиця Василя Мови).

## Звання
- Лейтенант (1868).
- Оберлейтенант (1875).
- Гауптман 2-го класу (1883).
- Гауптман 1-го класу (1887).
- Майор (1 січня 1894).
- Оберстлейтенант (1 травня 1898).
- Оберст (1 листопада 1901).
- Генерал-майор (9 листопада 1907).
- Титулряний фельдмаршал-лейтенант (16 травня 1908).
- Фельдмаршал-лейтенант (24 грудня 1915).

## Нагороди
- Ювілейна пам'ятна медаль 1898.
- Хрест «За вислугу років» (Австрія).
- Військова медаль (Австро-Угорщина).
- Хрест «За військові заслуги» (Австро-Угорщина).
- Орден Залізної Корони 3-го класу.
- Ювілейний хрест.
- Орден Леопольда (Австрія), лицарський хрест з військовою відзнакою (1914).
- Залізний хрест 2-го класу (Королівство Пруссія; 1915).
- Virtuti Militari, срібний хрест.
- Хрест Хоробрих — нагороджений двічі.
- Орден Відродження Польщі, командорський хрест (1922).
- Золотий хрест Заслуги.